# ستربتوكاينيز
ستربتوكاينيز هو دواء التخثر وانزيم ، يتم استخدامه لكسر الجلطات في بعض حالات احتشاء عضلة القلب (نوبة قلبية) ، الانسداد الرئوي، والجلطات الدموية الشريانية. نوع النوبة القلبية التي يستخدم فيها هو احتشاء عضلة القلب من ارتفاع ST STEMI. يتم استخدامه عن طريق الحقن في الوريد.
الآثار الجانبية تتضمن الغثيان والنزيف وانخفاض ضغط الدم والحساسية. لا يوصى باستخدام ثانية في حياة الشخص. لم يتم العثور على أي ضرر مع الاستخدام في الحمل، إلا أنه لم يتم دراسته بشكل جيد في هذه المجموعة. إن الستربتوكيناز موجود في عائلة الأدوية المضادة للتخثر ويعمل عن طريق تشغيل نظام.
تم اكتشاف [ستربتوكاينيز] في عام 1933 من العقديات الانحلالية بيتا بيتا. هي قائمة الأدوية الأساسية لمنظمة الصحة العالمية، وهي الأدوية الأكثر فعالية وآمنة المطلوبة في النظام الصحي. تتراوح تكلفة الجملة بين 30.00 و 138.00 دولارًا أمريكيًا للجرعة الواحدة اعالاستخدامات الطبية.

## الاستخدامات الطبية
```
إذا كان التدخل التاجي عن طريق الجلد (PCI) غير متوفر في غضون 90-120 دقيقة من الاتصال الأول، ينصح [بالستريبتوكيناز] عن طريق الوريد في أقرب وقت ممكن بعد ظهور احتشاء عضلة القلب ارتفاع (STEMI). بما أن [الستربتوكيناز] منتج بكتيري، فإن الجسم لديه القدرة على بناء مناعة ضده. لذلك، يوصى بعدم استخدام هذا الدواء مرة أخرى بعد أربعة أيام من أول استخدام، حيث أنه قد لا يكون فعالًا ويمكن أن يسبب أيضًا تفاعلًا تحسسيًا. لهذا السبب، عادة ما يتم إعطاؤه فقط لنوبة قلبية واحدة للشخص. يمكن علاج المزيد من الأحداث الخثارية بمنشط الإنزيم البلازمينوجين (TPA). يمكن علاج الجرعة الزائدة من الستربتوكيناز أو TPA باستخدام حمض aminocaproic.اعتبارًا من عام 2014. لم يعد متاحًا تجاريًا في الولايات المتحدة.
```

## الموانع
- أي نزف سابق داخل الجمجمة
- آفة وعائية دماغية هيكلية معروفة (على سبيل المثال، تشوه شرياني وريدي)
- سرطان معروف داخل الجمجمة
- السكتة الدماغية
- تشريح الشريان الأبهر المشتبه به
- نزيف نشط أو نزيف مشكلة أخرى غير الحيض
- صدمة كبيرة في الرأس أو الوجه في غضون 3 أشهر
- جراحة داخل الجمجمة أو داخل الشوكي في غضون شهرين
- ضغط الدم المرتفع الشديد غير المنضبط (لا يستجيب للعلاج في حالات الطوارئ)

## آلية العمل

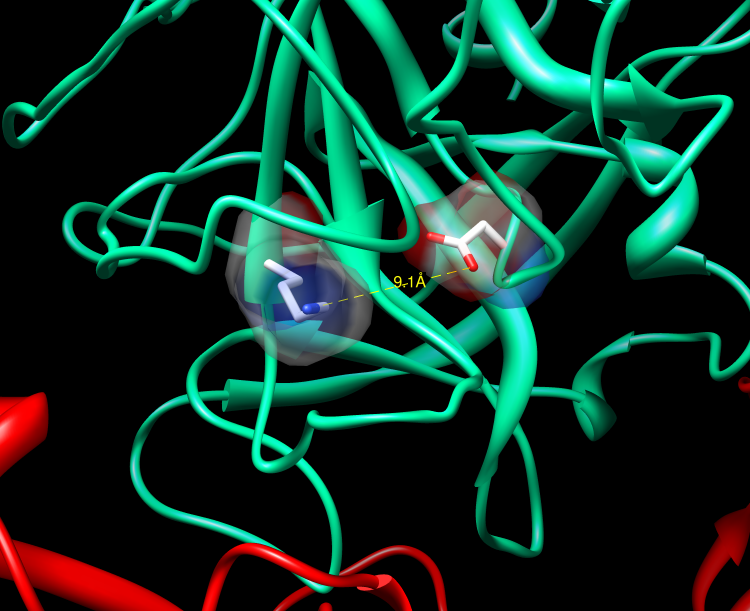
Proposed counterion for Asp740 is Lys698 create salt-bridge

وينتمي [ستربتوكاينيز] إلى مجموعة من الأدوية المعروفة باسم فايبرونلايتك، ويمكن لمركب ستربتوكاينيز مع البلازمينوجين البشري أن ينشط hydllyokically plasminogen غير منضم بواسطة تنشيط من خلال انشقاق السندات لإنتاج البلازمين. هناك ثلاثة مجالات إلى ستربتوكيناز، تدل ألفا (بقايا 1–150) ، β (البقايا 151-287) ، γ (البقايا 288-414). كل مجال يربط البلازمينوجين، على الرغم من أنه لا يمكن تنشيط البلازمينوجين بشكل مستقل.

## التاريخ
بعد سنوات عديدة من العمل جنبا إلى جنب مع الطالب سول شيري، أسس وليام سميث تيليت هذا في عام 1933. استخدم في البداية في علاج الإفرازات الجنبي الفبرين، وتورم الصدر والالتهاب السحائي السلي. وكان دورها في احتشاء عضلة القلب الحاد هو الصدفة. سميت لاحقا باسم الستربتوكيناز.

## بحث
قد يجد الستربتوكيناز فائدة في المساعدة على منع الالتصاقات بعد العملية الجراحية، وهو اختلاط شائع للجراحة، خاصةً جراحة البطن (استئصال الزائدة الدودية، حصى المرارة، استئصال الرحم، إلخ.) وجدت دراسة باستخدام نماذج حيوانية (الفئران) أنه عند استخدامها مع دواء غشاء PHBV نظام التسليم، كان فعالاً بنسبة 90٪ في منع الالتصاقات. ومع ذلك، لم يظهر أنها فعالة في البشر في تجربة سريرية.